# Dario Dainelli
Dario Dainelli (ur. 9 czerwca 1979 w mieście Pontedera w prowincji Piza) – włoski piłkarz, który występował na pozycji środkowego obrońcy.

## Kariera klubowa
Dario Dainelli zaczynał profesjonalnie grać w piłkę nożną w klubie FC Empoli. Piłkarską młodość spędził w Modenie (Serie C1), Cavese (Serie C2) i Fidelis Andria (Serie C1). Swój debiut w Serie A zaliczył w meczu przeciwko AS Romie 18 lutego 2001 roku. Po zaledwie jednym sezonie spędzonym w Lecce, został zatrudniony przez Brescię Calcio. Poza pierwszym sezonem, kiedy zaliczył ledwie 5 występów i szybko został oddany na półroczne wypożyczenie do innej grającej w Serie A drużyny Hellas Werona, zagrał 56 razy dla Brescii. Latem 2004 roku został zatrudniony przez beniaminka Fiorentinę, która już po pół roku wykupiła pełnię jego kontraktu. Został kapitanem drużyny po tym, jak latem 2005 roku z zespołu odszedł Christian Riganò. Ponieważ kontrakt Dainellego wygasał latem 2007 roku, niektórzy dziennikarze spekulowali jego przejście do Juventusu, ale 9 czerwca 2007 Dario podpisał nowy, 4 roczny kontrakt z Fiorentiną. 12 stycznia 2010 po tym, jak do Fiorentiny trafił Felipe, Dainelli odszedł do Genoi. W 2012 roku przeszedł do klubu Chievo Werona.

## Kariera reprezentacyjna
Dainelli zaliczył debiut dla Włoch w zremisowanym 1:1 meczu towarzyskim przeciwko Ekwadorowi 11 czerwca 2005 roku.